# Società Ginnastica Pro Lissone 1921-1922
Questa voce raccoglie le informazioni riguardanti la Società Ginnastica Pro Lissone nelle competizioni ufficiali della stagione 1921-1922.
La Pro Lissone scese in campo per tutta la stagione con una maglia a strisce verticali bianco-azzurre.

## Rosa
| N. |                   | Ruolo | Calciatore        |
| -- | ----------------- | ----- | ----------------- |
|    | Italia (bandiera) | D     | Giovanni Arosio   |
|    | Italia (bandiera) | A     | Angelo Baretti    |
|    | Italia (bandiera) | C     | Felice Brugola    |
|    | Italia (bandiera) | D     | Egidio Galimberti |
|    | Italia (bandiera) | D     | Giovanni Mazzoni  |
|    | Italia (bandiera) | P     | Angelo Piffarerio |

| N. |                   | Ruolo | Calciatore                  |
| -- | ----------------- | ----- | --------------------------- |
|    | Italia (bandiera) | C     | Passoni                     |
|    | Italia (bandiera) | D     | Fioravante Santambrogio (I) |
|    | Italia (bandiera) | D     | Luigi Santambrogio (II)     |
|    | Italia (bandiera) | A     | Attilio Scotti              |
|    | Italia (bandiera) | P     | Adriano Spinelli            |
|    | Italia (bandiera) | A     | Lodovico Terruzzi           |